# 신원호 (1991년)
신원호(申原昊, 1991년 10월 23일 ~ )는 대한민국의 가수이자 배우이다. 크로스진의 멤버로 활동하고 있다. 신이라는 예명으로도 활동하기도 했다.

## 학력
- 개포중학교 졸업
- 휘문고등학교 졸업
- 동아방송예술대학 졸업
- 디지털서울문화예술대학교 연극예술학과 재학

## 출연 작품

### 드라마
| 연도 | 제목                  | 역할   | 방송사    | 비고        |
| ---- | --------------------- | ------ | --------- | ----------- |
| 2011 | 총각네 야채가게       | 이찬솔 | 채널A     |             |
| 2012 | 런60 -게임 오버-      | 박홍기 | MBS       |             |
| 2012 | 빅                    | 강경준 | KBS2      |             |
| 2015 | 수리검전대 닌닌저     | 실버   | TV 아사히 | 25화에 등장 |
| 2016 | 푸른 바다의 전설      | 태오   | SBS       |             |
| 2017 | 20세기 소년소녀       | 사민호 | MBC       |             |
| 2018 | 사생결단 로맨스       | 최재승 | MBC       |             |
| 2019 | 평일 오후 세시의 연인 | 박지민 | 채널 A    |             |
| 2019 | 힙합왕 - 나스나길     | 김태황 | SBS       |             |
| 2020 | 궁궐의 연인           | 동길   |           | 웹드라마    |

### 예능 프로그램
| 연도 | 제목          | 방송사      | 비고 |
| ---- | ------------- | ----------- | ---- |
| 2015 | 나홀로 연애중 | JTBC        | 고정 |
| 2017 | 양세찬의 텐2  | JTBC2       | 진행 |
| 2017 | 집사가 생겼다 | O'live, tvN | 고정 |